# 飛揚
飛揚（英語：Grand Jeté）是香港屯門區一個私人屋苑，位於掃管笏青山公路大欖段170號，於2024年落成，兩期共提供800個住宅單位。

## 歷史
屋苑所在用地早年為毗鄰小秀村的私人農地，其後以長實為主的財團逐步收購。至2002年，發展商向政府申請原址換地，以發展為私人屋苑，但一直延至16年後才獲批准，補地價金額為約17.3億港元。隨後，屋苑於翌年動工，2020年尾展開上蓋工程。
此屋苑第一期於2021年11月申請預售。至2022年6月，此屋苑正式命名為「飛揚」，隨後於月尾推出首批單位。

## 住宅
屋苑共設四幢住宅大廈，均設20層，分為兩期出售。當中，第一期包括第1、2座，共400個單位，另外兩座則屬第二期，單位數目相同。
單位類型方面，此屋苑主要提供1房單位，其次為2、3房單位，面積由263至722平方呎不等。

## 設施及配套
屋苑設有逾12萬方呎住客會所「Club Relaxcation」，並分為三大玩樂主題區和提供逾30項設施，包括佔地1.25萬方呎晴空大草坪、悠閒小植園、動感球館、25米長室外游泳池、童玩世界、燒烤園地、讌薈等。
而屋苑只提供137個車位，平均5.8戶爭一個車位。
此外，按照批地條款，屋苑東側亦設有一條接駁小秀村的車路，另設有一個公廁及垃圾站。

## 建設圖片

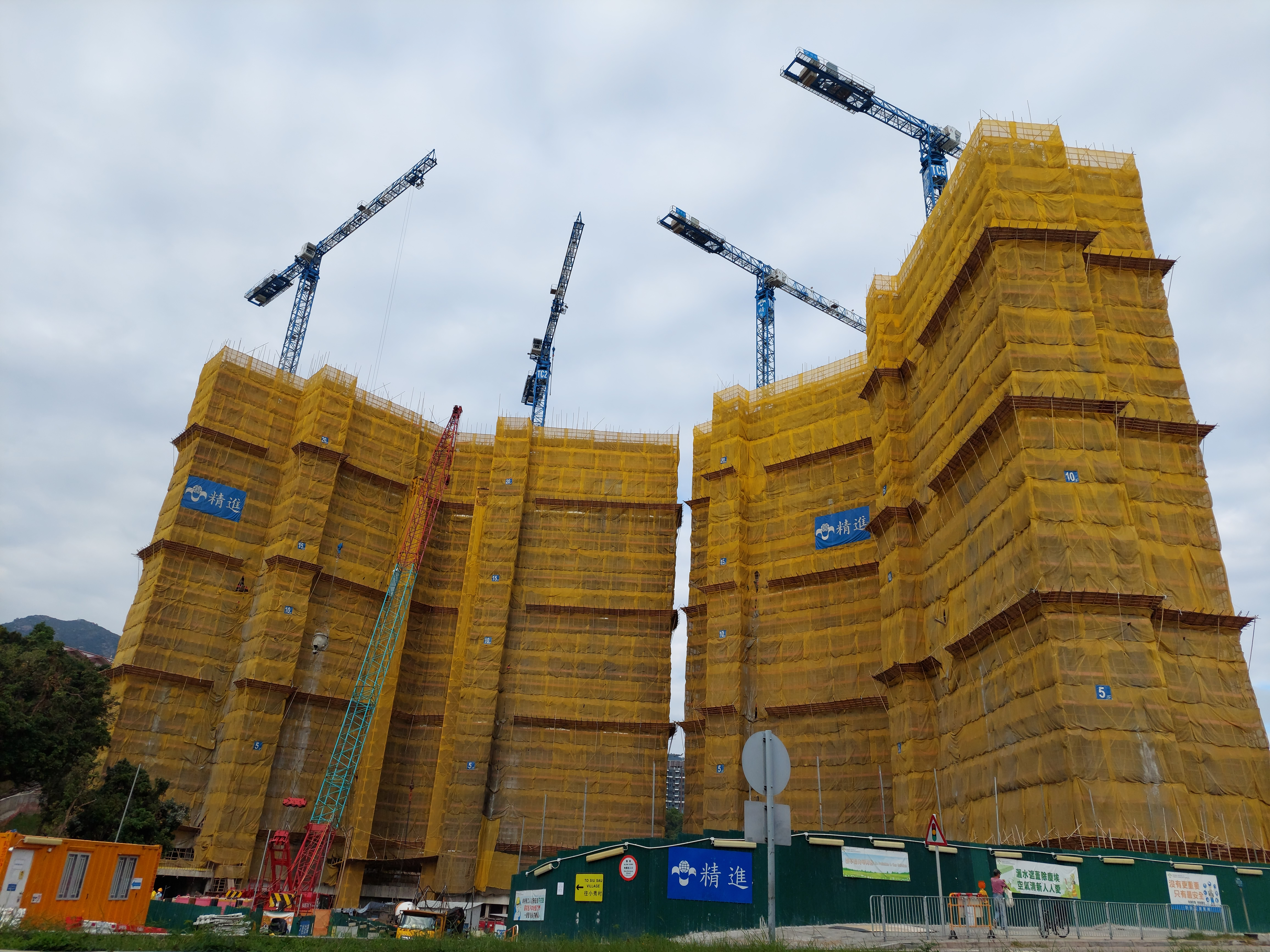
2021年11月
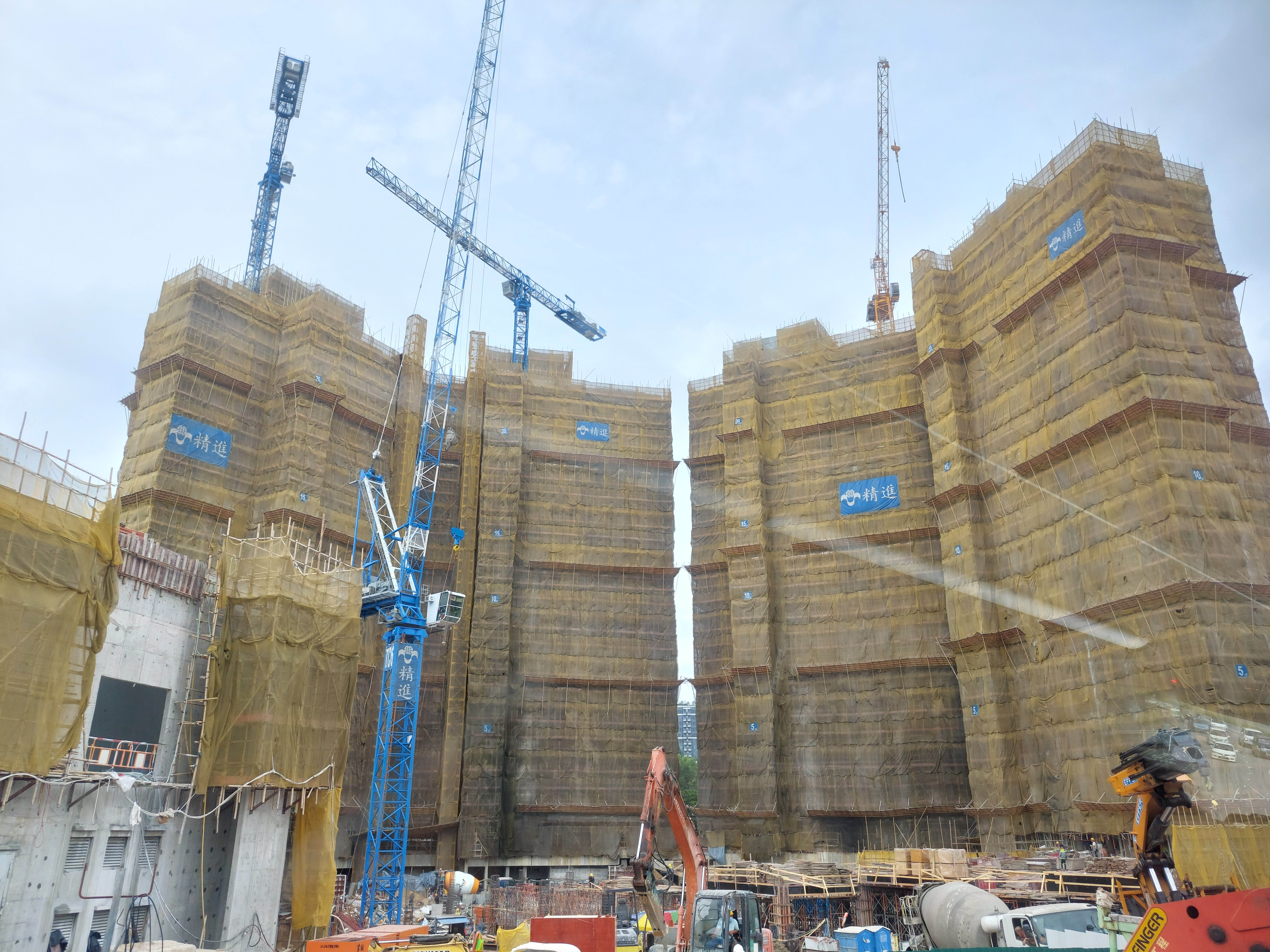
正在封頂，2022年4月
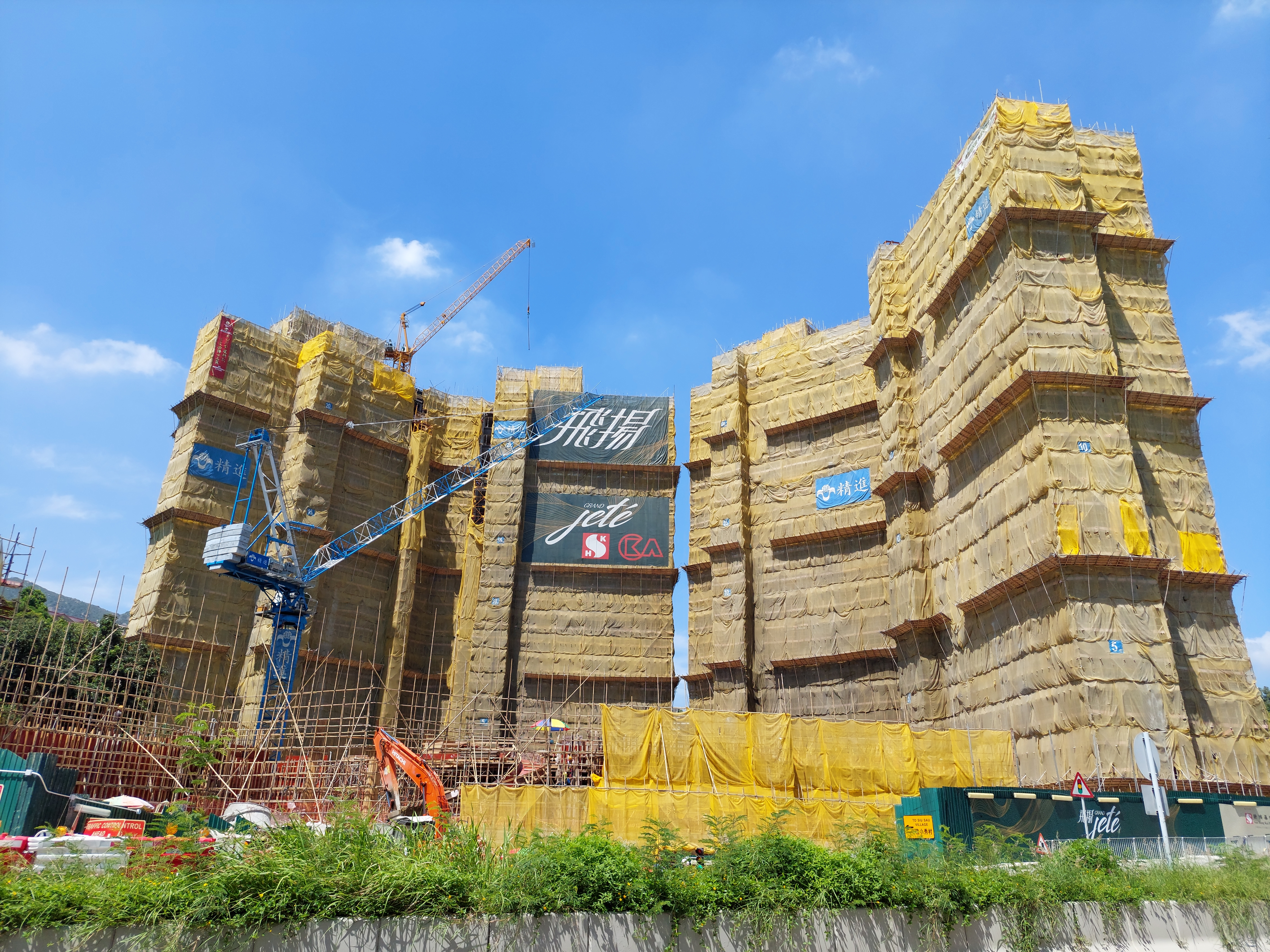
2022年8月
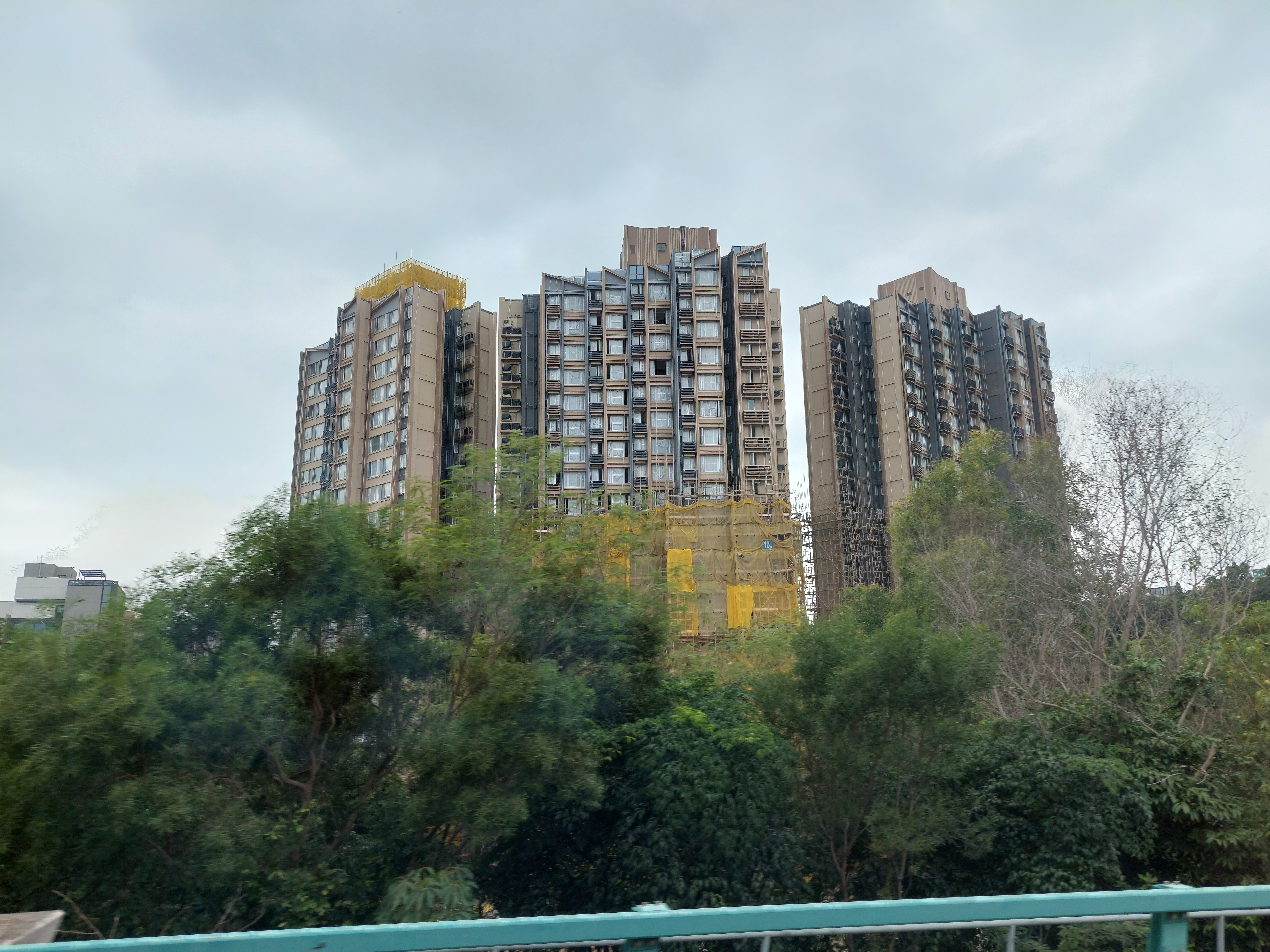
拆棚中，2022年11月
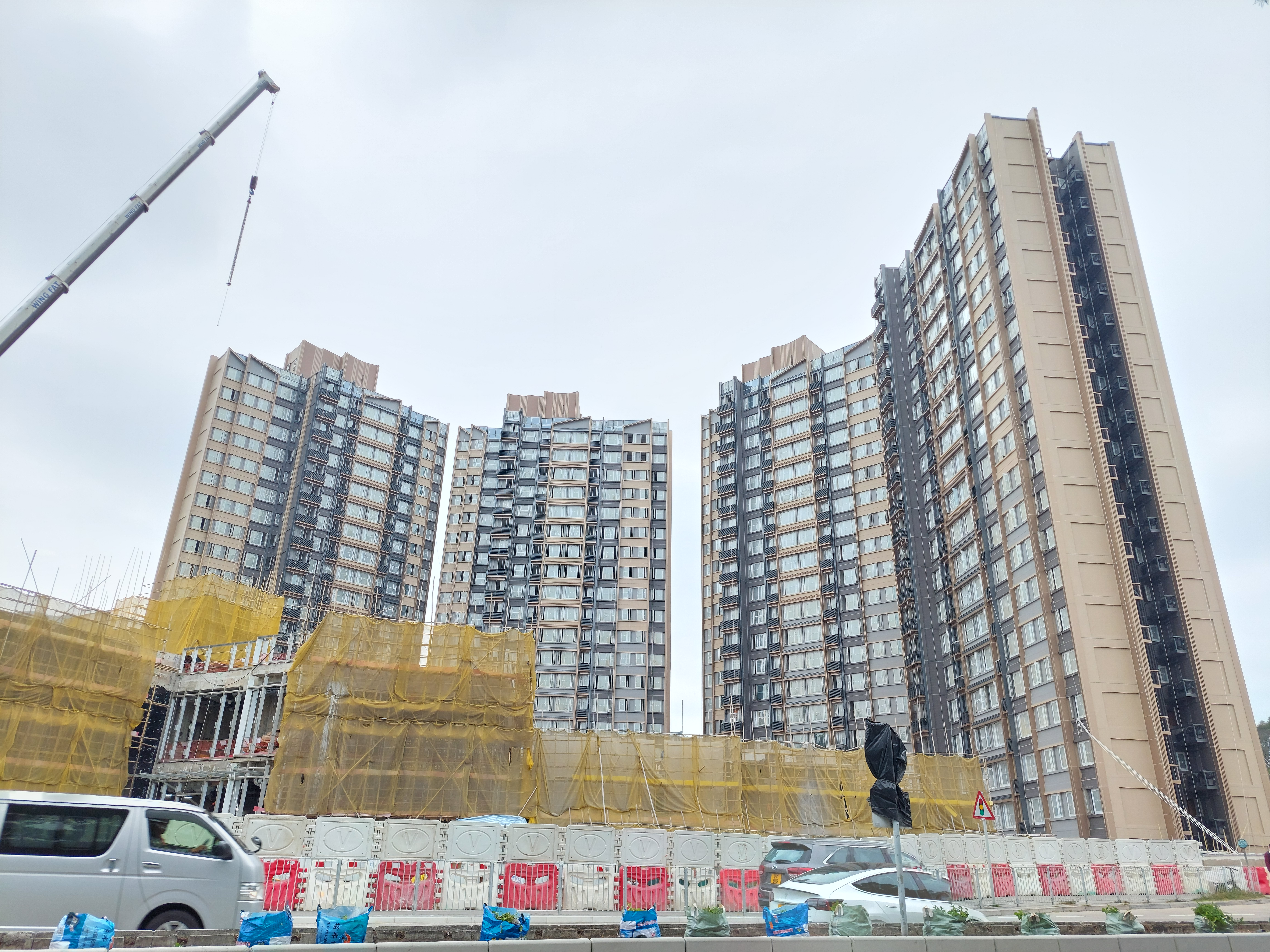
2023年2月
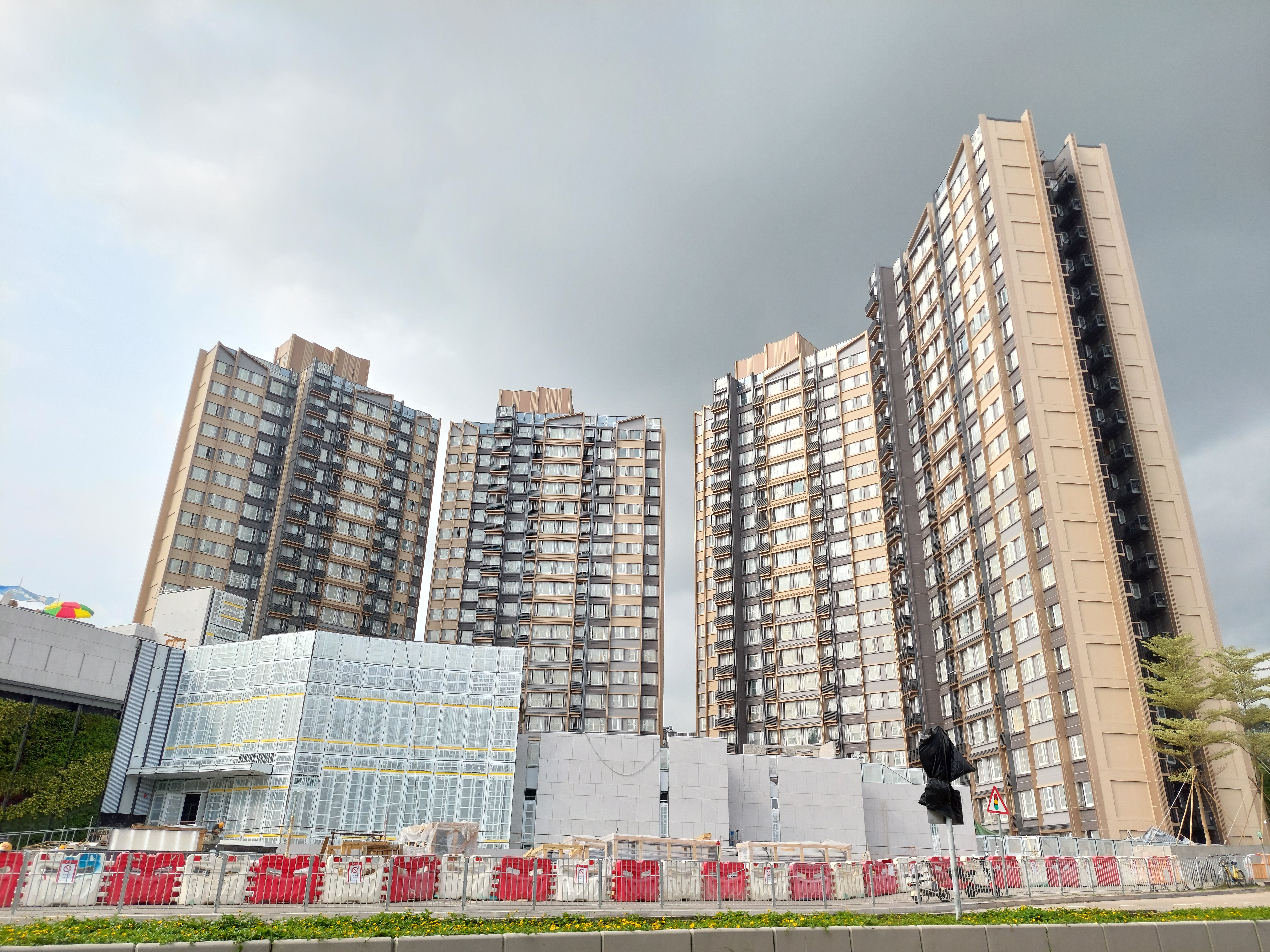
2023年4月
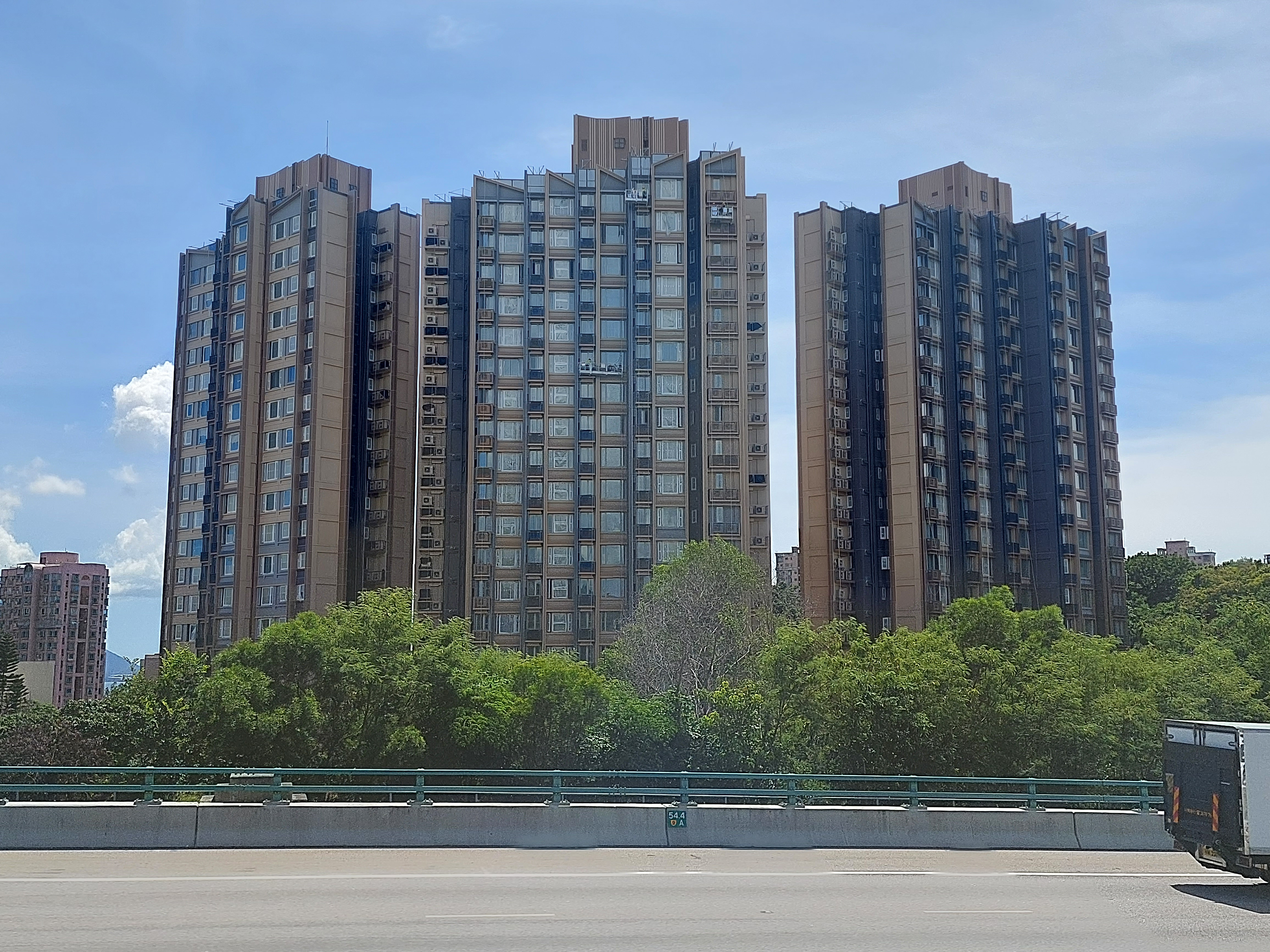
2023年7月
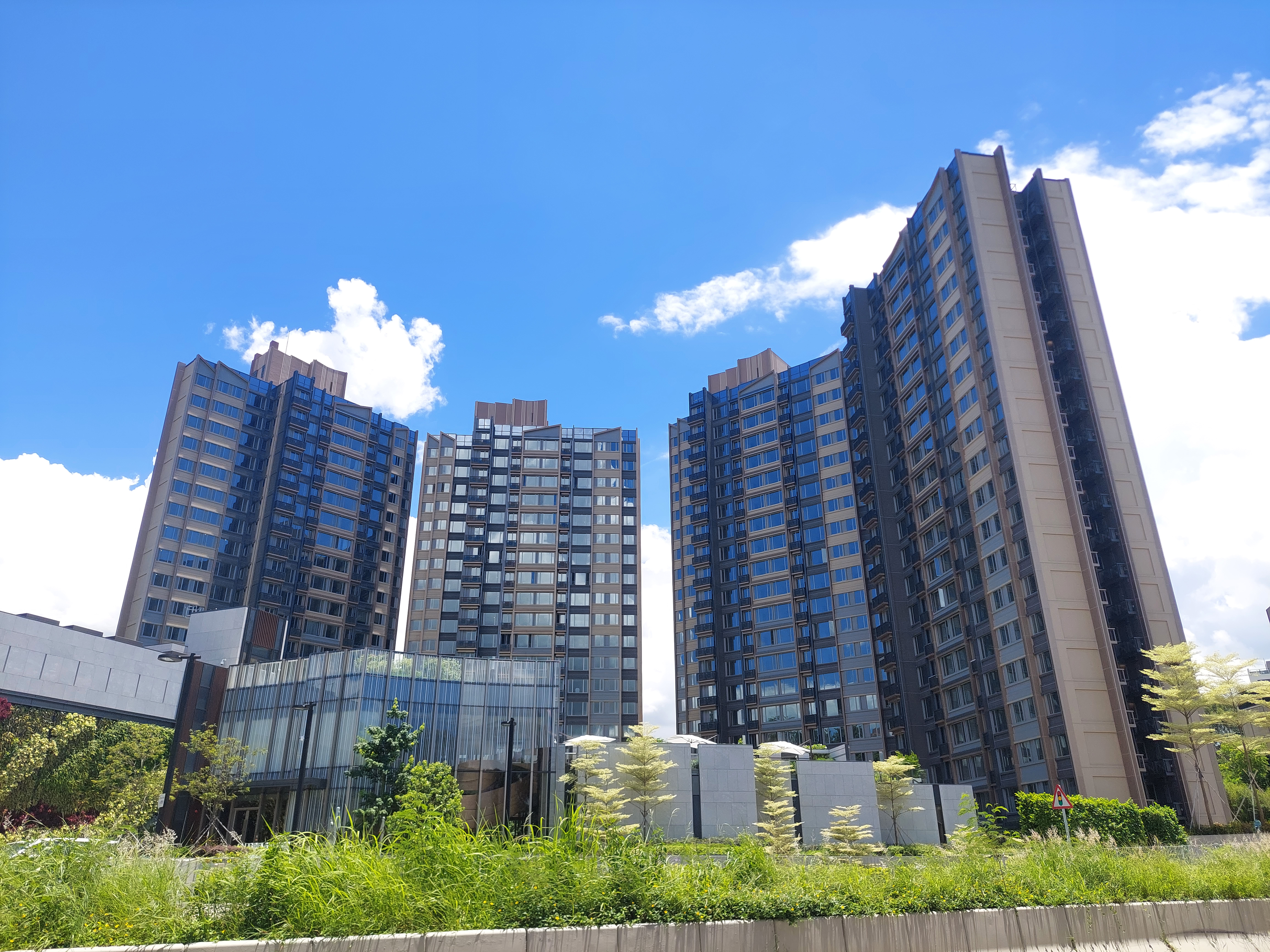
2024年7月

## 鄰近屋苑/地方
- 香港黃金海岸及黃金泳灘
- OMA By the Sea
- The Carmel
- 琨崙
- 樂安排海水化淡廠舊址用地

## 註解
1. ↑  由於精進建築工程被政府勒令除牌，自2023年11月中起改以「卓越天工有限公司」名義承建。